# Sjtsje ne vmerla Ukrainy
Sjtsje ne vmerla Ukrainy i slava, i volja (ukrainsk: Ще не вмерла України і слава, і воля, "Endnu er Ukraines ære og frihed ikke død") er Ukraines nationalsang. Navnet kommer fra sangens åbningslinje; Sjtsje ne vmerla Ukrajiny i slava, i volja ("Endnu er Ukraines ære og frihed ikke død").

## Historie
Den ukrainske etnograf, folklorist og digter Pavlo Tsjubynskyj skrev i efteråret 1862 det patriotiske digt "Endnu er Ukraine ikke død", som skulle ende op som teksten til Ukraines nationalsang. Første linje er en parafrase af Józef Wybickis oprindelige åbningslinje i Mazurek Dąbrowskiego; Jeszcze Polska nie umarła ("Endnu er Polen ikke død"), som senere blev omskrevet til Jeszcze Polska nie zginęła ("Endnu er Polen ikke fortabt"). Motivet, som også findes igen i den panslaviske Hej Sloveni ("Endnu lever vort slaviske sprog "), stammer fra en panslavisk genfødelsebevægelse. 
I 1863 blev digtet publiceret i det Lviv-baserede tidsskrift Мета ("Målet") nr. 4. Den græsk-katolske præst Mykhajlo Verbytskyj, som også var en kendt komponist i sin tid, blev så begejstret for digtet at han satte sig ned for at komponere musik til det, først til sangstemme, senere for orkester. Sangen blev sunget offentlig første gang i 1864 i Ukraine-teateret i Lviv, og i 1865 offentliggjorde han det tonesatte digt med noter i g-mol. 
Sangen blev taget i brug som nationalsang første gang under folkerepublikken Ukraines korte selvstændighed fra 1917 til 1920, men også andre sanger blev benyttet i denne perioden.
Etter løsrivelsen fra Sovjetunionen og grundlæggelsen af et uafhængig Ukraine i 1991, blev musikken til Verbytskyj skrevet ind i artikel 20 i landets grundlov som nationalsang den 15. januar 1992. Teksten blev imidlertid først officielt indført den 6. marts 2003 efter et forslag fra præsident Leonid Kuchma, og det blev i den forbindelse foretaget nogen små ændringer i den. Blandt andet blev begrebet "ukrainske bror" byttet ud med "unge bror" for bedre at inkludere alle nationaliteter som bor i landet.

## Teksten
| Ukrainsk: Ще не вмерла України і слава, і воля, Ще нам, браття молодії, усміхнеться доля. Згинуть наші воріженьки, як роса на сонці. Запануєм і ми, браття, у своїй сторонці. Душу й тіло ми положим за нашу свободу, І покажем, що ми, браття, козацького роду. Станем, браття, в бій кровавий від Сяну до Дону В ріднім краю панувати не дамо нікому; Чорне море ще всміхнеться, дід Дніпро зрадіє, Ще у нашій Україні доленька наспіє. Душу, тіло ми положим за нашу свободу, І покажем, що ми, браття, козацького роду. А завзяття, праця щира свого ще докаже, Ще ся волі в Україні піснь гучна розляже, За Карпати відоб'ється, згомонить степами, України слава стане поміж народами. Душу, тіло ми положим за нашу свободу. І покажем, що ми, браття, козацького роду. | Dansk oversættelse: Endnu er Ukraines ære og frihed ikke død, Fortsat, unge brødre, vil skæbnen smile til os. Vore fjender vil forsvinde, som morgendug i solen, Og vi, brødre, vil styre i vort land. Vi giver krop og sjæl for vor frihed, og viser at vi, brødre, er af kosakslægt! Vi rejser os, brødre, alle for frihed, fra San til Don På egen jord lader vi ingen herske Sortehavet vil smile, for Dnipro vil fryde sig Igen på vort Ukraine vil vor lykke blomstre Vi giver krop og sjæl for vor frihed, og viser at vi, brødre, er af kosakslægt! Og vor udholdenhed, vort ærlige arbejde vil bevise At på ny vil frihedssangen strække højlyt over vort Ukraine Ekkoet vil slå fra Karpaty, og fly over stepperne Og Ukraines ære vil bliv kendt blandt folkene Vi giver krop og sjæl for vor frihed, og viser at vi, brødre, er af kosakslægt! |